# Les Batinses
Les Batinses («Els Desinquiets») són un conjunt musical fundat el 1994 a la ciutat de Quebec que practica un estil particular de reproposta del folk quebequés definit com a «neofolk internacional».
Literalment, el nom del grup significa «els batejos», ja que batinse és una deformació eufèmica del francés baptême que, junt amb altres expressions presses del catolicisme, forma part del catàleg de renecs del dialecte quebequés.
L'any 2007 actuaren (junt amb altres artistes en cartell com Franca Masu) en el Tradicionàrius de Barcelona i -a instàncies del grup VerdCel- al Teatre Principal d'Alcoi.

## Discografia
- Minuit Trois (Les Batinses, 1996): primera mostra del so del grup, enregistrada en casset
- Charivari (Les Batinses-Seppuku, 1997)
- Tripotage (Mille-pattes, 2000)
- L'autre monde (Mille-pattes, 2002)
- Eaux-de-vie (Seppuku, 2006)